# AEW Rampage

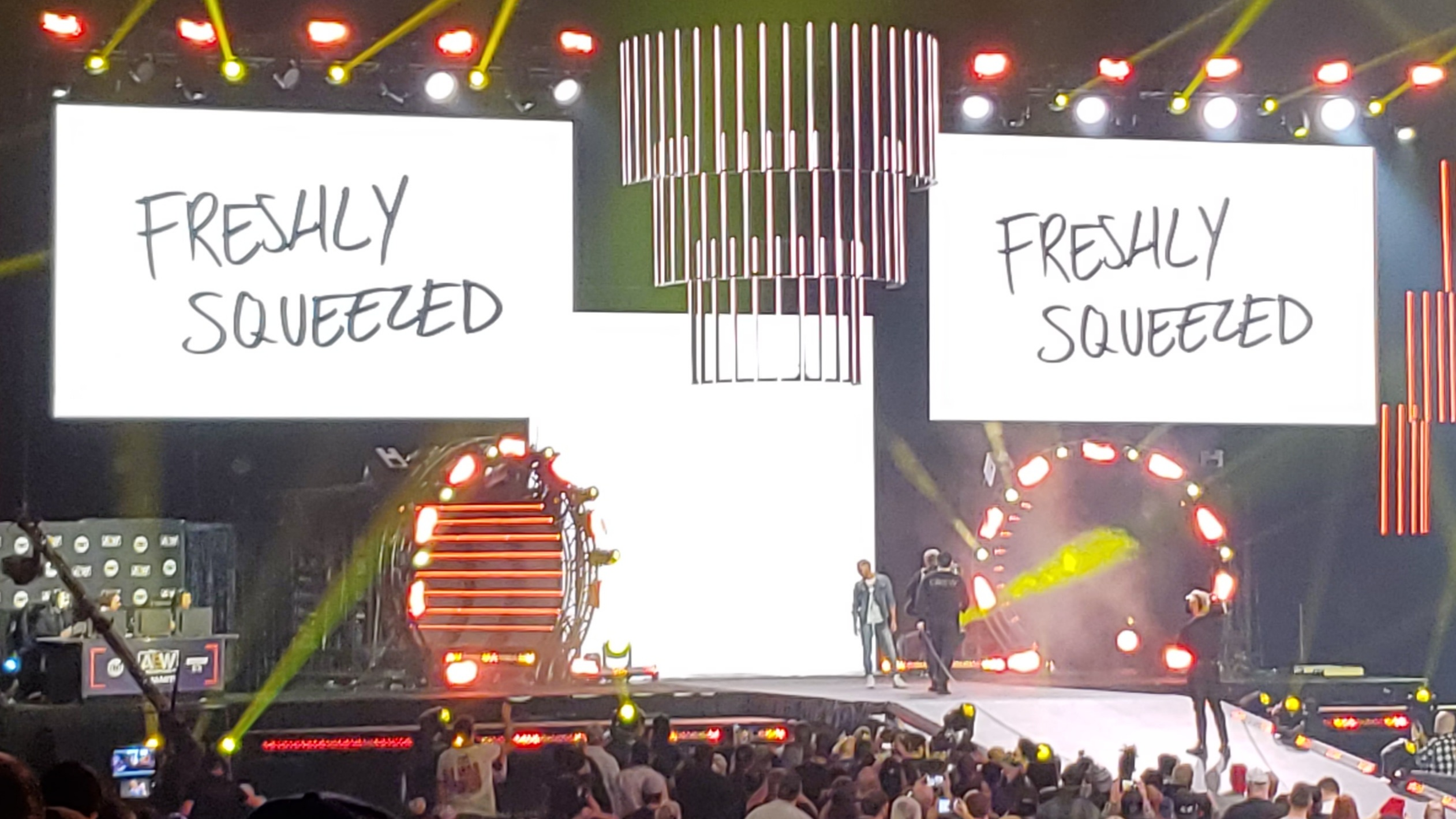
Un instante del programa de televisión.

AEW Rampage, también conocido como Rampage, fue un programa de televisión de entretenimiento deportivo de lucha libre profesional producido por All Elite Wrestling. Era transmitido todos los viernes a las 10 p. m. ET en TNT en los Estados Unidos, desde el 13 de agosto de 2021, hasta su descontinuación el 27 de diciembre del 2024. Fue el segundo programa de televisión semanal de AEW, detrás de su programa insignia Dynamite.

## Historia
La empresa All Elite Wrestling se lanzó en enero de 2019 y su programa de televisión insigni Dynamite, comenzó a transmitirse en TNT en octubre. El 15 de enero de 2020, la empresa matriz de TNT, WarnerMedia y AEW, anunciaron una extensión de contrato de 175 millones de dólares para Dynamite hasta 2023. Como parte del nuevo acuerdo, también se anunció que AEW lanzaría un segundo programa de televisión semanal.
En mayo de 2021, AEW reveló su segundo programa de televisión semanal y el cuarto programa en general, como Rampage, que comenzaría a transmitirse en TNT el 13 de agosto como un programa de una hora los viernes a las 10 p. m. ET. También se anunció que tanto Dynamite como Rampage se trasladarían al canal hermano de TNT, TBS, también propiedad de WarnerMedia, en enero de 2022. Durante el evento estrella de Double or Nothing el 30 de mayo, se anunció que el exluchador de la WWE Mark Henry sería parte del equipo de comentaristas de Rampage como analista. El presidente y director ejecutivo de AEW, Tony Khan, dijo que otro nombre se uniría a Henry en el equipo de comentaristas y que era una de las principales estrellas de AEW, que también es un "gran comentarista".
En una entrevista con PWInsider, Khan declaró que si bien Rampage se emitiría en vivo durante la mayoría de los episodios, algunos episodios se grabarían previamente, dependiendo de la ciudad en la que se llevara a cabo el episodio anterior de Dynamite. También dijo que Rampage serviría como el programa en casa por el pago por visión de AEW, debido a que el programa se transmitirá dos días antes de esos eventos, a su vez reemplazando a Dark, ya que aunque Dark normalmente se transmite los martes, en su lugar se transmitirá los viernes durante la semana de un PPV para servir como el programa de regreso a casa. Khan también dijo que WarnerMedia le había preguntado si prefería expandir Dynamite del miércoles a tres horas, pero rechazó la idea, afirmando que no quería ejecutar Dynamite durante ese tiempo, ya que realmente quería esa tercera hora como un programa separado en un programa. noche diferente. También afirmó que Rampage no sería un programa secundario de Dynamite, y que sería su socio o su equivalente. Dijo además que Dynamite y Rampage serían las propiedades centrales de AEW, mientras que sus programas de YouTube, Dark y Elevation, serían sus propiedades periféricas, esencialmente sus programas de desarrollo.
Rampage se transmitirá inmediatamente después del programa de televisión de los viernes de la WWE, SmackDown, que se transmite por FOX. Aunque Dynamite se había enfrentado a NXT desde octubre de 2019 hasta abril de 2021, se espera que no haya superposición entre Rampage y SmackDown, a menos que este último supere su horario programado, que finaliza a las 10 p. m. ET, cuando Rampage comienza a transmitir.

### Fin del programa
Durante las grabaciones del 22 de diciembre de 2024, Tony Khan anunció que el episodio del 27 de diciembre, que será el especial Smash de Año Nuevo, sería el episodio final de Rampage "en el futuro previsible", ya que el programa no fue incluido en los medios de AEW. acuerdo de derechos con Warner Bros. Discovery que entrará en vigor el 1 de enero de 2025.

## Episodios especiales
A lo largo de la historia de su transmisión, el programa ha tenido emisiones que han sido emitidos por diferentes temas. Otros han sido dedicados a un luchador específico por una razón especial, debido a un fallecimiento o al retiramiento de un luchador, así como episodios conmemorativos o aniversarios.
| Episodio                    | Fecha                    | R°   | Notas |
| --------------------------- | ------------------------ | ---- | --- |
| Debut de Rampage (especial) | 13 de agosto de 2021     | 0.31 | Estreno del programa. Se presenció la lucha por el Campeonato TNT de AEW. Se presenció la lucha por el Campeonato Mundial Femenino de AEW. Se presenció la lucha por el Campeonato Mundial de Impact por primera vez. Estreno en TNT. |
| The First Dance             | 20 de agosto de 2021     | 0.53 | Debut en AEW de CM Punk. |
| Grand Slam                  | 24 de septiembre de 2021 | TBA  | Será el episodio especial de dos horas (se grabará el 22 de septiembre de 2021); será el primer espectáculo de estadio. |

## Comentaristas
| Nombre                                     | Fecha                           |
| ------------------------------------------ | ------------------------------- |
| Chris Jericho, Excalibur, Mark Henry y Taz | 13 de agosto de 2021 – presente |

## Transmisiones internacionales
En los Estados Unidos, Rampage se transmite en vivo los viernes por TNT a las 10 p. m. ET.
El 6 de julio de 2021, Toonami anunció un acuerdo para transmitir Rampage en Francia.
Desde su comienzo, en Italia se transmite por Sky Sport con un retraso máximo de 72 horas.
En octubre de 2024 el programa comenzó a emitirse en México por Fox Sports.